# Mount Monique
Mount Monique är ett berg i Antarktis. Det ligger i Västantarktis. Chile och Storbritannien gör anspråk på området. Toppen på Mount Monique är 600 meter över havet, eller 116 meter över den omgivande terrängen. Bredden vid basen är 4,9 km.
Terrängen runt Mount Monique är huvudsakligen kuperad, men åt sydost är den platt. Havet är nära Mount Monique åt nordväst. Trakten är obefolkad. Det finns inga samhällen i närheten.